# Pita-Ten
Pita-Ten (ぴたテン) là một bộ manga Nhật Bản của tác giả Koge-Donbo. Được đăng ở MediaWorks từ 27 tháng 8 năm 1999 đến 27 tháng 6 năm 2003 với 8 volume. Manga cũng được dịch ra tiếng Anh bởi Tokyopop.
Manga được chuyển thể thành anime bởi Menda Akemi và Kobayashi Yasuko, bắt đầu trình chiếu trên TV Tokyo từ tháng 4 đến tháng 9 năm 2004 gồm 26 episode
Cái tên Pita-ten là viết tắt của "Pittari Tenshi" (ぴったり天使)

## Nhân vật
Higuchi Kotarō (樋口 湖太郎)
Misha (美紗 Mĩ Sa)
Lồng tiếng bởi Tamura Yukari (tiếng Nhật), Hồ Ngọc Hà (tiếng Việt)
Shia (紫亜 Tử Á)
Ayanokōji Takashi (綾小路 天 Lăng Tiểu Lộ Thiên)
Uematsu Koboshi (植松 小星 Thực Tùng Tiểu Tinh)
Lồng tiếng bởi Rie Kugimiya
Koboshi là bạn từ thời thơ ấu của Kotarou Higuchi, Koboshi là một cô bé dễ thương với đôi tai mèo (trang sức) trên đầu. Cô có cá tính rất quyết đoán và là một người con gái khỏe mạnh (từng chiến thắng cuộc thi sumo). Koboshi rất yêu Kotarou nhưng lại giấu kín ít khi bộc lộ cảm xúc, nhưng cô vẫn hay gen và ngăn cản không cho Misha đến gần Kotarou. 
Ở manga Koboshi đã từng thổ lộ với Kotarou nhưng bị từ chối, làm cô bị trầm cảm một thời gian dài, nhưng may mắn cuối cùng cô cũng tìm được đường đi riêng cho mình.
Mitarai Hiroshi (御手洗 大 Ngự Thủ Tẩy Đại)
Mitarai Kaoru (御手洗 薫 Ngự Thủ Tẩy Huân)
Shino (紫乃 Tử Nãi)
Sasha (早紗 Tảo Sa)

## Các bài hát trong Anime Pita-ten
Nhạc mở đầu
"Wake Up Angel ~Negaimashite wa Mugen Nari~" bởi Funta
Nhạc kết thúc
"Chiisana Mahō" ("Phép Màu Nhỏ") bởi Sawashiro Miyuki